# Campeonato Mundial de Atletismo Júnior de 2014 - 100 m com barreiras feminino
A prova dos 100 metros com barreiras feminino do Campeonato Mundial de Atletismo Júnior de 2014 ocorreu entre os dias 25 e 27 de julho em Eugene, nos Estados Unidos. 

## Recordes
Antes desta competição, os recordes mundiais e do campeonato nesta prova eram os seguintes:
|     | Nome          | Nacionalidade | Tempo | Local   | Data                |
| --- | ------------- | ------------- | ----- | ------- | ------------------- |
| WJR | Aliuska López | Cuba          | 12.84 | Zagreb  | 16 de julho de 1987 |
| CR  | Aliuska López | Cuba          | 12.96 | Sudbury | 29 de julho de 1988 |

Os seguintes recordes mundiais ou do campeonato foram estabelecidos durante esta competição: 
| Data        | Evento | Nome             | Nacionalidade  | Tempo | Notas                 |
| ----------- | ------ | ---------------- | -------------- | ----- | --------------------- |
| 27 de julho | Final  | Kendell Williams | Estados Unidos | 12.89 | Recorde do campeonato |

## Medalhistas
| Ouro                   | Prata           | Bronze              |
| Kendell Williams (USA) | Dior Hall (USA) | Nadine Visser (NED) |

## Cronograma
Todos os horários são locais (UTC-7).
| Data        | Hora  | Evento        |
| ----------- | ----- | ------------- |
| 25 de julho | 11:00 | Eliminatórias |
| 26 de julho | 14:35 | Semifinal     |
| 27 de julho | 15:10 | Final         |

## Resultados

### Eliminatórias
Qualificação: Os 4 primeiros de cada bateria (Q) e os 4 tempos mais rápidos (q). 
Bateria 1
| Posição | Atleta             | Nacionalidade  | Raia | Reação | Tempo | Notas |
| ------- | ------------------ | -------------- | ---- | ------ | ----- | ----- |
| 1       | Kendell Williams   | Estados Unidos | 2    | 0.173  | 13.00 | Q     |
| 2       | Katrina Hunt       | Austrália      | 8    | 0.120  | 13.66 | Q,    |
| 3       | Yuliia Bashmanova  | Ucrânia        | 4    | 0.214  | 13.69 | Q,    |
| 4       | Yanique Thompson   | Jamaica        | 5    | 0.169  | 13.70 | Q     |
| 5       | Héloise Kane       | França         | 7    | 0.173  | 13.78 | q     |
| 6       | Majella Hauri      | Suíça          | 3    | 0.161  | 14.06 |       |
| 7       | Sidsel Bjørgo Adam | Noruega        | 6    | 0.157  | 14.40 |       |

Bateria 2
| Posição | Atleta                 | Nacionalidade | Raia | Reação | Tempo | Notas |
| ------- | ---------------------- | ------------- | ---- | ------ | ----- | ----- |
| 1       | Nadine Visser          | Países Baixos | 1    | 0.203  | 13.27 | Q     |
| 2       | Génesis Romero         | Venezuela     | 2    | 0.201  | 13.56 | Q     |
| 3       | Iuliia Sokolova        | Rússia        | 4    | 0.199  | 13.80 | Q     |
| 4       | Andrea Vargas          | Costa Rica    | 8    | 0.224  | 13.89 | Q     |
| 5       | Diana Bazalar          | Peru          | 7    | 0.217  | 13.90 | q     |
| 6       | Mari Forbord Anderssen | Noruega       | 6    | 0.202  | 14.14 |       |
| 7       | Petra Répási           | Hungria       | 5    | 0.197  | 19.20 |       |
| 8       | Oluwatobiloba Amusan   | Nigéria       | 3    |        | DNS   |       |

Bateria 3
| Posição | Atleta                 | Nacionalidade | Raia | Reação | Tempo | Notas |
| ------- | ---------------------- | ------------- | ---- | ------ | ----- | ----- |
| 1       | Yasmin Miller          | Reino Unido   | 4    | 0.172  | 13.37 | Q     |
| 2       | Elisa Girard-Mondoloni | França        | 1    | 0.160  | 13.42 | Q,    |
| 3       | Reetta Hurske          | Finlândia     | 7    | 0.147  | 13.43 | Q,    |
| 4       | Daeshon Gordon         | Jamaica       | 2    | 0.163  | 13.76 | Q     |
| 5       | Adriana Janic          | Suécia        | 6    | 0.143  | 14.01 |       |
| 6       | Irina Strebel          | Suíça         | 5    | 0.189  | 14.02 |       |
| 7       | Jannah Wong Min        | Singapura     | 3    | 0.139  | 14.62 |       |
| 8       | Viktoria Tencheva      | Bulgária      | 8    | 0.184  | 14.83 |       |

Bateria 4
| Posição | Atleta                 | Nacionalidade | Raia | Reação | Tempo | Notas |
| ------- | ---------------------- | ------------- | ---- | ------ | ----- | ----- |
| 1       | Sarah Missinne         | Bélgica       | 5    | 0.148  | 13.38 | Q,    |
| 2       | Manca Šepetavc         | Eslovênia     | 2    | 0.167  | 13.63 | Q     |
| 3       | Nicole Setterington    | Canadá        | 8    | 0.179  | 13.64 | Q     |
| 4       | Luca Kozák             | Hungria       | 7    | 0.305  | 13.72 | Q,    |
| 5       | Anne Sjoukje Runia     | Países Baixos | 3    | 0.193  | 13.79 | q     |
| 6       | Elise Malmberg         | Suécia        | 6    | 0.198  | 14.19 |       |
| 7       | Natalia Christofi      | Chipre        | 4    | 0.184  | 14.27 |       |
| 8       | Linha Amer Jaber Ahmed | Egito         | 1    | 0.196  | 14.29 |       |

Bateria 5
| Posição | Atleta              | Nacionalidade     | Raia | Reação | Tempo | Notas |
| ------- | ------------------- | ----------------- | ---- | ------ | ----- | ----- |
| 1       | Dior Hall           | Estados Unidos    | 6    | 0.142  | 13.29 | Q     |
| 2       | Devynne Charlton    | Bahamas           | 8    | 0.207  | 13.56 | Q PB  |
| 3       | Tia Thevenin        | Canadá            | 7    | 0.132  | 13.63 | Q,    |
| 4       | Anastasia Nikolaeva | Rússia            | 5    | 0.162  | 13.68 | Q     |
| 5       | Emma Koistinen      | Finlândia         | 2    | 0.184  | 13.88 | q     |
| 6       | Valeria Aguilar     | México            | 4    | 0.159  | 14.08 |       |
| 7       | Akila McShine       | Trinidad e Tobago | 3    | 0.157  | 14.11 |       |

### Semifinal
Qualificação: Os 2 primeiros de cada bateria (Q) e os 2 tempos mais rápidos (q). 
Semifinal 1
| Posição | Atleta             | Nacionalidade  | Raia | Reação | Tempo | Notas |
| ------- | ------------------ | -------------- | ---- | ------ | ----- | ----- |
| 1       | Dior Hall          | Estados Unidos | 6    | 0.156  | 13.09 | Q     |
| 2       | Yasmin Miller      | Reino Unido    | 5    | 0.174  | 13.30 | Q     |
| 3       | Yanique Thompson   | Jamaica        | 8    | 0.178  | 13.42 |       |
| 4       | Manca Šepetavc     | Eslovênia      | 4    | 0.196  | 13.48 |       |
| 5       | Katrina Hunt       | Austrália      | 3    | 0.128  | 13.63 |       |
| 6       | Iuliia Sokolova    | Rússia         | 7    | 0.182  | 13.71 |       |
| 7       | Héloise Kane       | França         | 1    | 0.197  | 13.71 |       |
| 8       | Anne Sjoukje Runia | Países Baixos  | 2    | 0.146  | 13.78 |       |

Semifinal 2
| Posição | Atleta                 | Nacionalidade  | Raia | Reação | Tempo | Notas |
| ------- | ---------------------- | -------------- | ---- | ------ | ----- | ----- |
| 1       | Kendell Williams       | Estados Unidos | 4    | 0.180  | 12.98 | Q     |
| 2       | Génesis Romero         | Venezuela      | 3    | 0.217  | 13.26 | Q     |
| 3       | Elisa Girard-Mondoloni | França         | 6    | 0.169  | 13.35 | q     |
| 4       | Daeshon Gordon         | Jamaica        | 1    | 0.151  | 13.56 |       |
| 5       | Luca Kozák             | Hungria        | 7    | 0.170  | 13.58 |       |
| 6       | Yuliia Bashmanova      | Ucrânia        | 8    | 0.170  | 13.63 |       |
| 7       | Tia Thevenin           | Canadá         | 5    | 0.136  | 13.68 |       |
| 8       | Emma Koistinen         | Finlândia      | 2    | 0.194  | 13.73 |       |

Semifinal 3
| Posição | Atleta              | Nacionalidade | Raia | Reação | Tempo | Notas |
| ------- | ------------------- | ------------- | ---- | ------ | ----- | ----- |
| 1       | Nadine Visser       | Países Baixos | 5    | 0.176  | 13.01 | Q     |
| 2       | Sarah Missinne      | Bélgica       | 4    | 0.144  | 13.17 | Q     |
| 3       | Reetta Hurske       | Finlândia     | 3    | 0.148  | 13.30 | q     |
| 4       | Devynne Charlton    | Bahamas       | 6    | 0.164  | 13.36 |       |
| 5       | Anastasia Nikolaeva | Rússia        | 7    | 0.198  | 13.51 |       |
| 6       | Nicole Setterington | Canadá        | 8    | 0.204  | 13.55 |       |
| 7       | Diana Bazalar       | Peru          | 1    | 0.183  | 13.63 |       |
| 8       | Andrea Vargas       | Costa Rica    | 2    | 0.198  | 14.11 |       |

### Final
A prova final foi realizada no dia 27 de julho às 15:10. 
| Posição           | Atleta                 | Nacionalidade  | Raia | Reação | Tempo | Notas                 |
| ----------------- | ---------------------- | -------------- | ---- | ------ | ----- | --------------------- |
| Medalha de ouro   | Kendell Williams       | Estados Unidos | 3    | 0.184  | 12.89 | Recorde do campeonato |
| Medalha de prata  | Dior Hall              | Estados Unidos | 5    | 0.148  | 12.92 | Recorde pessoal       |
| Medalha de bronze | Nadine Visser          | Países Baixos  | 4    | 0.167  | 12.99 | NJR                   |
| 4                 | Yasmin Miller          | Reino Unido    | 1    | 0.154  | 13.13 | NJR                   |
| 5                 | Génesis Romero         | Venezuela      | 7    | 0.205  | 13.26 | NJR                   |
| 6                 | Sarah Missinne         | Bélgica        | 6    | 0.147  | 13.29 | Recorde pessoal       |
| 7                 | Reetta Hurske          | Finlândia      | 8    | 0.144  | 13.69 |                       |
| 8                 | Elisa Girard-Mondoloni | França         | 2    | 0.161  | DNF   |                       |

Legenda
| Recorde mundial       | Recorde mundial (World record)               |                       | Recorde africano                      | Recorde africano (African) |                                           | Q | Classificado por posição (Qualified) |
| Recorde do campeonato | Recorde do campeonato (Championship record)  | Recorde da América    | Recorde da América (Americas)         | q                          | Classificado por melhor tempo (Qualified) |   |                                      |
| Melhor marca do ano   | Melhor marca do ano (World leading)          | Recorde asiático      | Recorde asiático (Asian)              | DNS                        | Não largou (Did not start)                |   |                                      |
| Recorde nacional      | Recorde nacional (National record)           | Recorde europeu       | Recorde europeu (European)            | DNF                        | Não terminou (Did not finish)             |   |                                      |
| Recorde pessoal       | Recorde pessoal do atleta (Personal best)    | Recorde da Oceania    | Recorde da Oceania (Oceania)          | DSQ / DQ                   | Desclassificado (Disqualified)            |   |                                      |
| Recorde da temporada  | Recorde da temporada do atleta (Season best) | Recorde sul-americano | Recorde sul-americano (South America) | NM                         | Sem marca (No mark)                       |   |                                      |